# Еліс Міллер
Еліс Міллер (англ. Alice Miller; при народжені Алісія Англард (англ. Alicja Englard)) — польсько-швейцарська психологиня, психоаналітикиня і філософиня єврейського походження, яка відома своїми книгами про жорстоке поводження з дітьми з боку батьків, перекладених кількома мовами. Вона також була видатною громадською інтелектуалкою.
Її книга «The Drama of the Gifted Child» викликала сенсацію і стала міжнародним бестселером після публікації англійською мовою в 1981 році. Її погляди на наслідки жорстокого поводження з дітьми стали дуже впливовими. У своїх книгах вона відходила від психоаналізу, показувала його в подібності до отруйної педагогіки.

## Біографія
Міллер народилась в Пйотркуві-Трибунальському, Польща, в єврейській родині. Вона була старшою дочкою Гутти та Мейлеха Енгларда і мала сестру Ірену, яка була на п'ять років за неї молодша. З 1931 по 1933 роки сім'я жила в Берліні, де дев'ятирічна Алісія вивчила німецьку мову. Через захоплення влади в Німеччині націонал-соціалістами у 1933 р. родина повернулася до Пйотркува-Трибунальського. У молодості Міллер вдалося втекти з єврейського гетто в Пйотркуві-Трибунальському, де всі єврейські мешканці були інтерновані з жовтня 1939 року, і пережила Другу світову війну у Варшаві під вигаданим іменем Алісія Ростовська. Поки їй вдалося вивезти матір і сестру, у 1941 році її батько загинув у гетто.

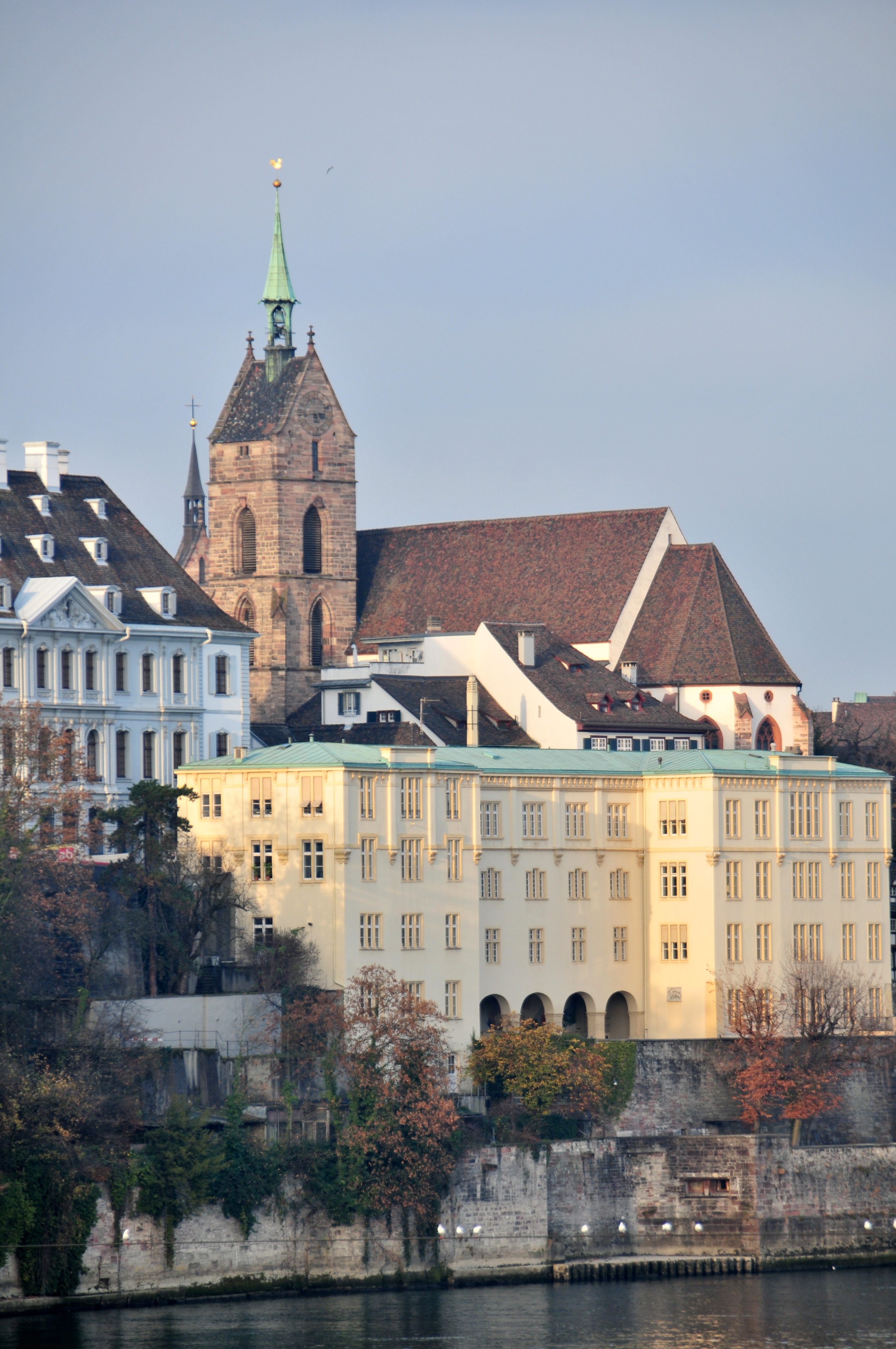
Базельський університет, де в 1946 році почала навчання Еліс Міллер.

Вона зберегла свій псевдонім Аліса Ростовська, коли переїхала до Швейцарії в 1946 році, де отримала стипендію в Базельському університеті.
У 1949 році вона вийшла заміж за швейцарського соціолога Андреаса Міллера, який за походженням є поляком-католиком. Вони розлучилися в 1973 році. У них було двоє дітей — Мартін (1950 р.н.) і Юліка (1956 р.н.). Незабаром після смерті матері Мартін Міллер заявив в інтерв'ю «Шпіґель», що в дитинстві його бив авторитарний батько на очах матері. Міллер заявив, що його мати не втручалася. Ці події відбулися за десятиліття до того, як Еліс Міллер дійшла висновку про небезпеку таких методів виховання дітей. Мартін також згадав, що його мати не змогла поговорити з ним, незважаючи на численні тривалі розмови, про свої переживання під час війни, оскільки вони були для неї важким тягарем.
У 1953 році Міллер отримала ступінь доктора філософії, психології та соціології. У період між 1953 і 1960 роками Міллер вивчала психоаналіз і практикувала його між 1960 і 1980 роками в Цюріху.
У 1980 році, після 20 років роботи психоаналітикинею і тренеркою аналітиків, Міллер «припинила практикувати та викладати психоаналіз, щоб систематично досліджувати дитинство». Вона критикувала як Зигмунда Фрейда, так і Карла Юнга.
У 1985 році Міллер написала про дослідження свого часу як психоаналітикині: «Протягом двадцяти років я спостерігала за людьми, які заперечували свої дитячі травми, ідеалізували своїх батьків і будь-якими засобами опиралися правді про своє дитинство». У 1985 році вона залишила Швейцарію та переїхала до Сен-Ремі-де-Прованс на півдні Франції.
У 1986 році вона отримала літературну премію імені Януша Корчака за книгу «Ти не будеш знати: зрада суспільства дитиною».
У квітні 1987 року Міллер дала інтерв'ю німецькому журналу «Psychologie Heute» про свою відмову від психоаналізу. Наступного року вона анулювала своє членство у Швейцарському психоаналітичному товаристві, та в Міжнародній психоаналітичній асоціації, оскільки вважала, що психоаналітична теорія та практика не дозволяють колишнім жертвам жорстокого поводження з дітьми усвідомлювати заподіяні їм порушення та вирішувати наслідки жорстоке поводження, оскільки вони «залишилися в старій традиції звинувачення дитини та захисту батьків».
Одна з останніх книг Міллер «Bilder meines Lebens» («Картинки мого життя») була опублікована в 2006 році. Це неформальна автобіографія, в якій письменниця досліджує свій емоційний процес із болісного дитинства, через розвиток своїх теорій і пізніших уявлень, розказана через демонстрацію та обговорення 66 її оригінальних картин, написаних у 1973—2005 роках.
З 2005 року і до самого моменту своєї смерті у 2010 році вона відповіла на сотні листів читачів на своєму вебсайті, де також опубліковані статті, листівки та інтерв'ю трьома мовами. За кілька днів до смерті Еліс Міллер написала: «Ці листи залишаться як важливе свідчення також після моєї смерті під моїм авторським правом».
Міллер померла 14 квітня 2010 року у віці 87 років у своєму будинку в Сен-Ремі-де-Прованс внаслідок раку підшлункової залози на пізній стадії.

## Праці
Міллер розширила модель травми, включивши в неї всі форми жорстокого поводження з дітьми, включно з загальноприйнятими (наприклад, шльопання), які вона назвала отруйною педагогікою.
Спираючись на роботу з психоісторії, Міллер проаналізувала письменників Вірджинію Вулф, Франца Кафку та інших, щоб знайти зв'язок між їхніми дитячими травмами та перебігом і результатом їхнього життя.
Вступ до першого розділу першої книги Міллер «Драма обдарованої дитини», вперше опублікованої в 1979 році, містить рядок, який підсумовує її основні погляди. У ньому вона пише:
Досвід навчив нас, що у нашій боротьбі з психічними захворюваннями є лише одна стійка зброя: емоційне відкриття та емоційне прийняття істини в індивідуальній та унікальній історії нашого дитинства.
У 1990-х роках Міллер рішуче підтримувала новий метод, розроблений Конрадом Штетбахером, якого пізніше звинуватили в сексуальних насильствах. Міллер дізналась про Штетбахера та його метод із книги Марієлли Мер під назвою «Steinzeit». Перебуваючи під сильним враженням від книги, Міллер зв'язалась з Мер, щоб дізнатися ім'я терапевта. З того часу Міллер відмовлялась давати рекомендації щодо терапевта чи методів. У відкритих листах Міллер пояснила своє рішення та те, як вона спочатку стала послідовницею Штетбахера, але зрештою віддалилася від нього та його регресивної терапії.
У своїх роботах Міллер обережно пояснює, що під «жорстоким поводженням» вона має на увазі не лише фізичне або сексуальне насильство, вона також стурбована психологічним насильством, яке вчиняють один або обидва батьки над своєю дитиною; це важко виявити та впоратися з ним, тому що потерпіла від насильства людина, швидше за все, приховує це від себе і може не усвідомлювати цього, доки якась подія або початок депресії не вимагатиме її лікування. У більшості неврозів і психозів Міллер звинувачувала психологічно жорстоких батьків. Вона стверджувала, що всі випадки психічних захворювань, залежності, злочинності та культу були зрештою спричинені придушеною люттю та болем у результаті підсвідомої дитячої травми, яка не була вирішена емоційно за допомогою помічника, якого вона назвала «просвітленим свідком». «У всіх культурах „щадливість батьків є нашим найвищим законом“», — писала Міллер. Навіть психіатри, психоаналітики та клінічні психологи несвідомо боялися звинуватити батьків у психічних розладах своїх клієнтів, стверджувала вона.
Міллер назвала електросудомну терапію «кампанією проти акту запам'ятовування». У своїй книзі «Abbruch der Schweigemauer» вона також критикувала поради психотерапевтів їхнім клієнтам прощати своїх насильників-батьків, стверджуючи, що це може лише перешкодити одужанню через спогади та відчуття дитячого болю. Вона стверджувала, що більшість терапевтів бояться цієї істини і що вони працюють під впливом інтерпретацій, узятих із західних і східних релігій, які проповідують прощення дитини, яка колись погано поводилася. Вона вважала, що прощення не розв'язує ненависть, але прикриває її небезпечним чином у дорослої людини: переміщення на цапів відпущення, як вона обговорювала у своїх психобіографіях Адольфа Гітлера та Юргена Барча, обох яких вона описала як тих, хто постраждав від жорстоких батьківських дій.
Спільним знаменником у творах Міллер є її пояснення того, чому люди вважають за краще не знати про власну віктимізацію в дитинстві: уникнути нестерпного болю. Вона вважала, що неусвідомлений наказ індивіда не знати про те, як з ним поводилися в дитинстві, призвів до витіснення: непереборного прагнення повторювати жорстоке виховання в наступному поколінні дітей або несвідомо спрямовувати невирішену травму проти інших (війна, тероризм, злочинність), або проти себе (розлади харчування, наркоманія, депресія).

### Коріння насильства
За словами Еліс Міллер, світове насильство бере свій початок у тому, що дітей б'ють по всьому світу, особливо в перші роки життя, коли їхній мозок структурується. Вона сказала, що шкода, завдана цією практикою, є руйнівною, але, на жаль, майже не помічається суспільством. Вона стверджувала, що, оскільки дітям заборонено захищатися від заподіяного їм насильства, вони повинні придушувати природні реакції, такі як лють і страх, і вони викидають ці сильні емоції пізніше, ставши дорослими, проти власних дітей або цілих народів: «жорстоке поводження з дітьми, як побиття і приниження не тільки породжує нещасливих і збентежених дітей, не тільки деструктивних підлітків і насильницьких батьків, але, таким чином, також заплутане, нераціонально функціонуюче суспільство». Міллер заявила, що лише через усвідомлення цієї динаміки ми можемо розірвати ланцюг насильства.

## Книжки
Нижче наведено короткий виклад книжок Міллер.

### «Das Drama des begabten Kindes»
У своїй першій книзі Міллер визначила та розробила особистісні прояви дитячої травми. Вона звернулася до двох реакцій на втрату любові в дитинстві, депресії та грандіозності; внутрішня в'язниця, порочне коло презирства, витіснення спогадів, етіологія депресії та те, як травма дитинства проявляється у дорослому.

### «Am Anfang war Erziehung»
В цій книзі Міллер припустила, що німецьке травматичне виховання дітей породило серійного вбивцю дітей Юргена Барча та диктатора Адольфа Гітлера. Діти вчаться сприймати часто образливу поведінку своїх батьків щодо себе як «для свого блага». У випадку Гітлера це призвело до витіснення євреїв та інших груп меншин. Для Міллера традиційний педагогічний процес шльопання був маніпулятивним, в результаті чого дорослі дорослі надмірно покорялися владі, навіть тиранічним лідерам або диктаторам, таким як Гітлер. Міллер навіть виступала за відмову від терміна «педагогіка» на користь слова «підтримка», щось схоже на те, що психоісторики називають способом виховання, що допомагає.
У розділі книги «Отруйна педагогіка» Міллер робить ретельний огляд літератури 19 століття про виховання дітей, цитуючи тексти, які рекомендують такі практики, як виставлення дітей мертвим тілам, щоб навчити їх сексуальним функціям людської анатомії, протистояти спокусі втішити немовлят, що кричать, і бити дітей, які не вчинили жодного конкретного злочину, як свого роду обумовлення, яке допомогло б їм зрозуміти їхню власну злу та грішну природу.
Ключовим елементом, який Міллер висвітлила у цій книзі, було розуміння того, чому німецька нація, «хороші німці», поступилися жорстокому режиму Гітлера, що, за словами Міллер, було прямим результатом того, як суспільство загалом ставилося до своїх дітей. Вона підняла фундаментальні питання щодо сучасної світової практики виховання дітей і винесла суворе попередження.

### «Du sollst nicht merken»
На відміну від пізніших книг Міллер, ця написана в напівакадемічному стилі. Це була її перша критика психоаналізу, звинувачуючи його в тому, що він схожий на отруйну педагогіку. Міллер критично ставивлась і до Фрейда, і до Карла Юнга. Вона ретельно досліджувала теорію потягу Фрейда, механізм, який, за її словами звинувачує дитину в насильницькій сексуальній поведінці дорослих. Міллер також висунула теорію про Франца Кафку, який зазнав жорстокого поводження з боку свого батька, але виконав політкоректну функцію відображення насильства в метафоричних романах, замість того, щоб викривати його.
У розділі під назвою «Біль розлуки та автономії» Міллер досліджувала авторитарне (наприклад, старозавітне, папістське, кальвіністське) тлумачення юдейськохристиянського теїзму та його паралелі з сучасною практикою виховання дітей.

### «Der gemiedene Schlüssel»
Ця книга була частково психобіографією Ніцше, Пікассо, Кольвіца та Бастера Кітона; (у пізнішій книзі Міллер «Тіло ніколи не бреше», опублікованій у 2005 році, вона включила аналогічний аналіз Достоєвського, Чехова, Шиллера, Рембо, Місіми, Пруста та Джеймса Джойса).
За словами Міллера, у Ніцше не було люблячої сім'ї, і його філософська творчість була метафорою несвідомого пориву проти гнітючої теологічної традиції його сім'ї. Вона вважала, що філософська система була хибною, оскільки Ніцше не зміг встановити емоційний контакт із дитиною, яка пережила насильство всередині нього. Хоча Ніцше був суворо покараний батьком, який втратив розум, коли Ніцше був маленьким хлопчиком, Міллер не прийняв генетичну теорію божевілля. Вона інтерпретувала психотичний зрив Ніцше як результат сімейної традиції прусського способу виховання дітей.

### «Das verbannte Wissen»
У цій більш особистій книзі Міллер розповіла, що сама зазнавала жорстокого поводження в дитинстві. Вона також представила основоположне поняття «просвітленого свідка»: людини, яка готова підтримати постраждалу людину, співчувати їй і допомогти їй зрозуміти власне біографічне минуле.

### «Abruch der Schweigemauer»
Написана після падіння Берлінського муру, Міллер взяла до уваги всю людську культуру. Те, що вона назвала «стіною мовчання», є метафоричною стіною, за якою суспільство — наукові кола, психіатри, духовенство, політики та представники засобів масової інформації — прагнули захистити себе: заперечуючи руйнівний вплив жорстокого поводження з дітьми. Вона також продовжила автобіографічну сповідь, започатковану в «Вигнаних знаннях», про її насильницьку матір. У «Картинах дитинства: шістдесят шість акварелей і есе» Міллер сказала, що малювання допомогло їй глибоко замислитися над спогадами. На деяких своїх картинах Міллер зображувала дитину Алісу сповитою, іноді злою матір'ю.